# Hulsel (Noord-Brabant)
Hulsel is een dorp dat deel uitmaakt van de gemeente Reusel-De Mierden, in de Nederlandse provincie Noord-Brabant. Het dorp is gelegen in regio de Kempen en is een van de acht zaligheden. Op 1 januari 2023 telde het dorp 825 inwoners en stonden er ruim 270 woningen.

## Geschiedenis
In Hulsel zijn onder andere urnen en een waterput gevonden die op zeer vroege bewoning wijzen.
Het dorp Hulsel is al bekend uit het jaar 710 onder de naam Hulislaum. Volgens het Liber aureus was het plaatsje, samen met Heopurdum (Hapert), een geschenk van Bertilindis aan Willibrord, de abt van de Benedictijner Abdij van Echternach. De kerk van Hulsel werd al in 1107 gesticht en is gewijd aan de Heilige Clemens. In dat jaar behoorden de goederen toe aan de Sint-Trudo Abdij. De latere gotische kerk was van 1648-1809 in Protestantse handen en werd toen weer aan de katholieken teruggegeven. In 1888 werd deze kerk door brand verwoest en werd een nieuwe neoromaanse kerk gebouwd die nu nog steeds bestaat.
Tot 1997 behoorde Hulsel bij de gemeente Hooge en Lage Mierde die in dat jaar met Reusel fuseerde tot Reusel-De Mierden.

## Bezienswaardigheden
- Veldkapel aan De Hoef van 10 maart 1940. Dit eenvoudige houten kapelletje is opgericht op grond die ooit aan de Heilige Willibrord zou hebben toebehoord. Het is een soort afdakje boven een staander, waaronder zich een terracottabeeld van Willibrord bevindt, vervaardigd door Piet Verdonk. De evacués die in de nadagen van de Tweede Wereldoorlog in Hulsel en omgeving onderdak hadden gevonden schonken bij hun vertrek in 1946 een Willibrordusbeeld aan de parochie uit dankbaarheid. Dit was vervaardigd door een van hen. In 1970 is het kapelletje vernieuwd.
- De Sint-Clemenskerk uit 1889 is een neogotische kerk die ontworpen is door H.R. Hendriks. Deze bezat een bouwfirma in Oss en was geen echte architect. Toch bouwde hij een origineel kerkje in neoromaanse stijl, waar het overgrote deel van de nieuw gebouwde kerken toen neogotisch was. Oorspronkelijk was de kerk eenbeukig, maar in 1900 werd het koor vergroot door W.Th. van Aalst. In 1937 werden zeer eenvoudige zijbeuken toegevoegd. Hier is waarschijnlijk geen groot architect aan te pas gekomen. De monumentale kerk, sloot in 2014. Nadien stond de kerk te koop. Sinds 2019 is ze in particulier bezit en binnenin omgebouwd tot woonappartement.

## Natuur en landschap
Hulsel wordt omringd door landbouwgebieden waarvan, door ruilverkavelingen, het kleinschalig karakter goeddeels is verdwenen. Hier en daar zijn enkele perceeltjes naaldbos te vinden.
Ten westen van het dorpje stroomt de Raamsloop die bij Lage Mierde in de Reusel uitkomt.
Ten noorden van Hulsel bevindt zich de Mispeleindse Heide, een vochtig heidegebied met de grote vennen Groot Goor, Flaes en Kleine Flaes, en ook enkele kleinere vennen. Dit gebied van meer dan 200 ha sluit naar het oosten aan bij de Neterselse Heide. De Mispeleindse Heide is een onderdeel van Landgoed de Utrecht en natuurreservaat.

## Nabijgelegen kernen
Netersel, Bladel, Reusel, Hooge Mierde, Lage Mierde